# エメ・バレリ
エメ・バレリ（Aimé Barelli、1917年3月1日 - 1995年7月13日）は、フランスのジャズ・トランペット奏者、ボーカリスト、バンドリーダー。
1940年代初頭、バレリはパリに移り、フレッド・アディソン、アリックス・コンベル、アンドレ・エクヤン、メイシオ・ジェファーソン、レイモン・ルグラン、ユベール・ロスタン、レイモン・ラスコフらと共演した。1943年からは自身のグループを率い、1948年にはディジー・ガレスピーと共演。1940年代後半には、シドニー・ベシェやチャーリー・パーカー、1952年にはジャンゴ・ラインハルトと非公式に共演した。1966年からはモンテカルロで自身のアンサンブルを率いている。娘は、歌手のミヌーシュ・バレリ。